# Beginenhofkirche Lier

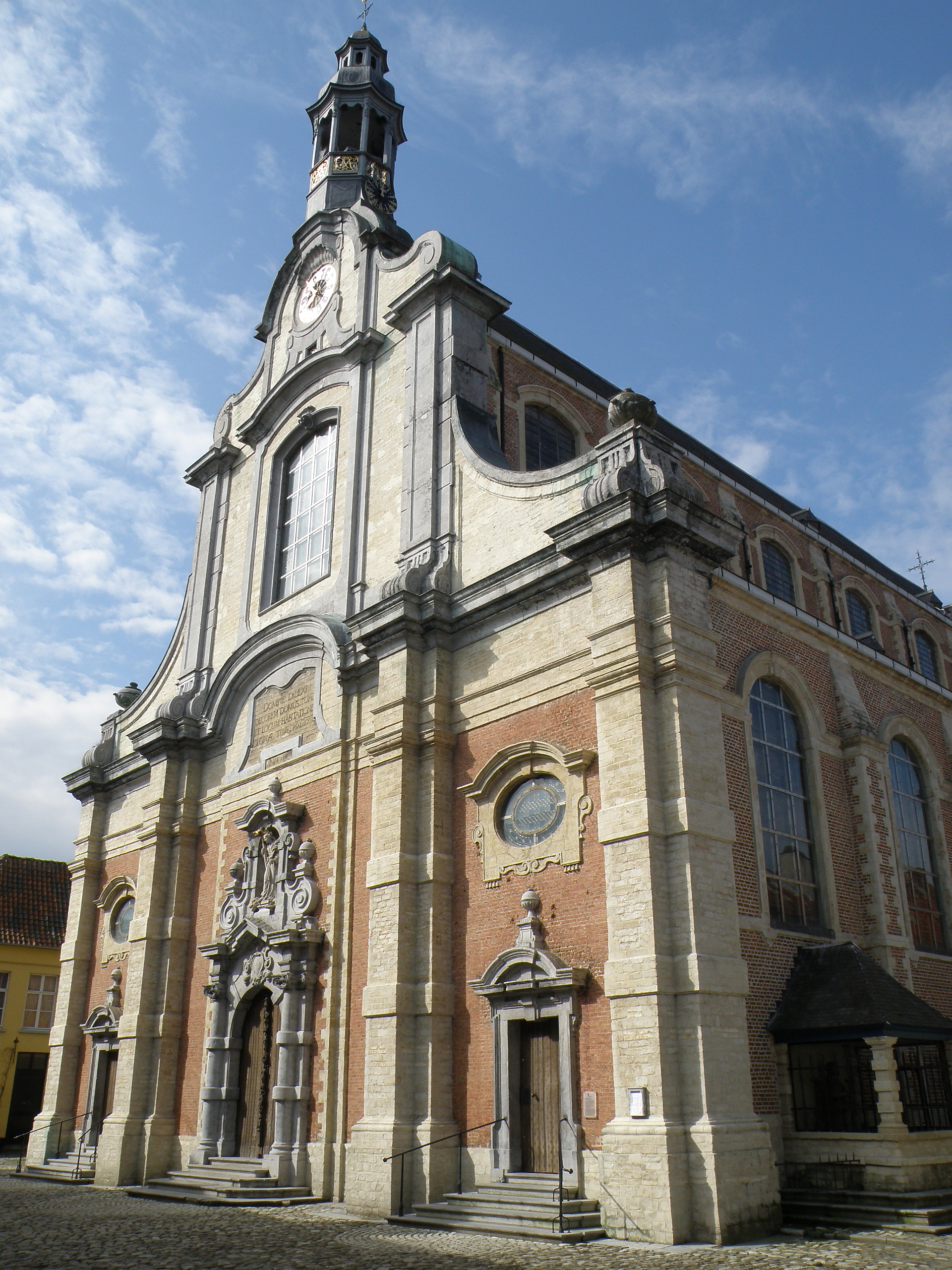
Beginenhofkirche Lier

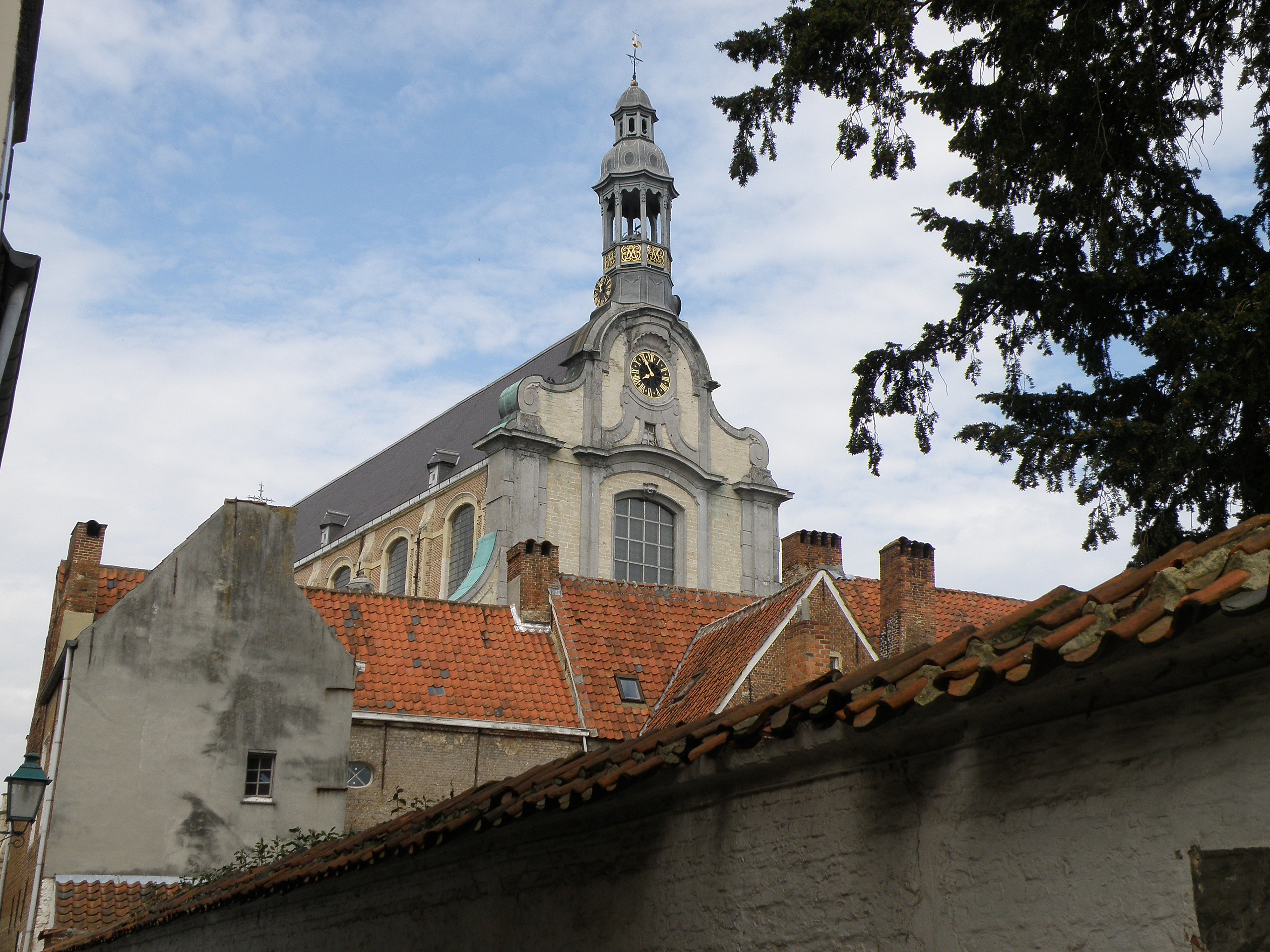
Außenansicht

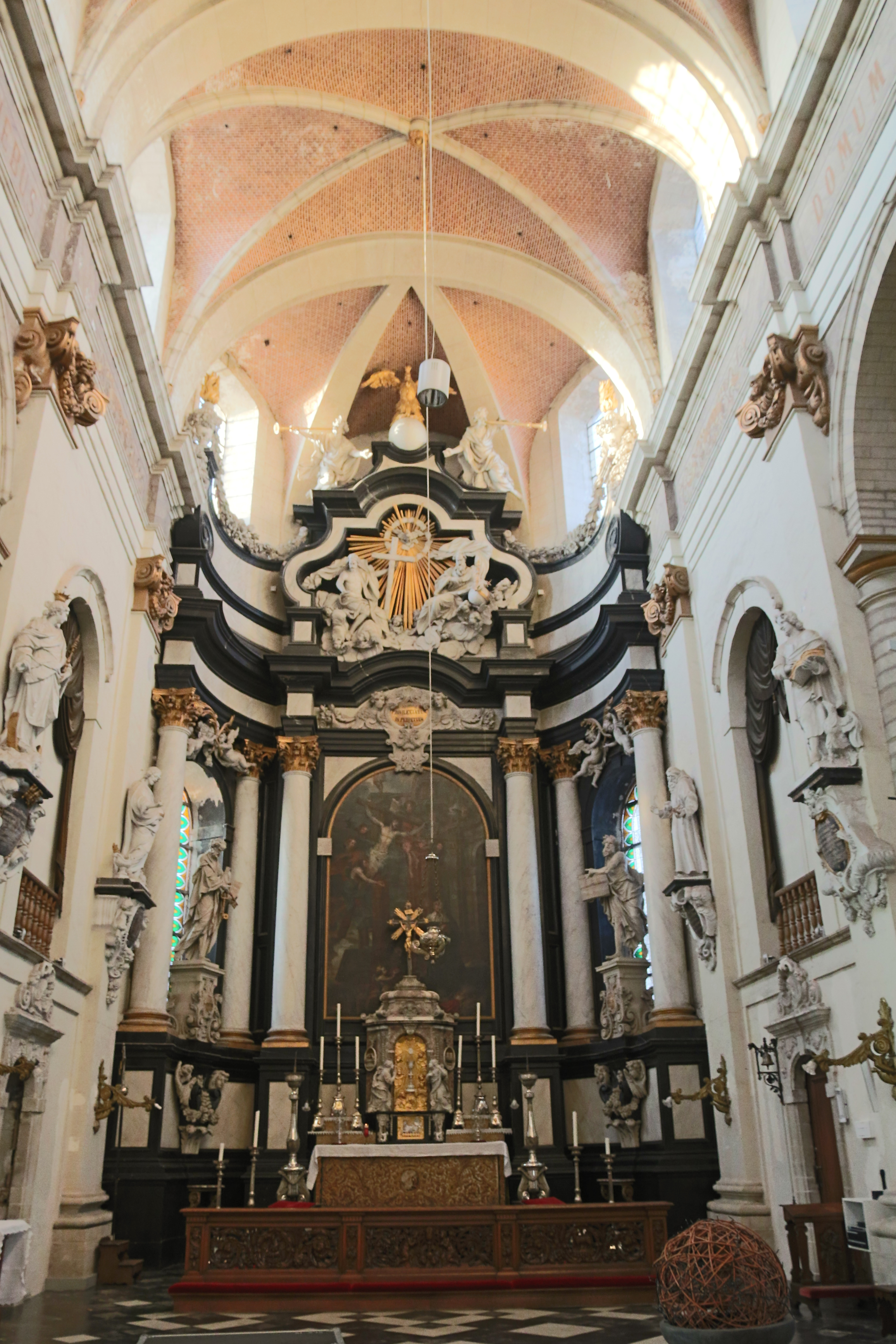
Innenansicht der Kirche

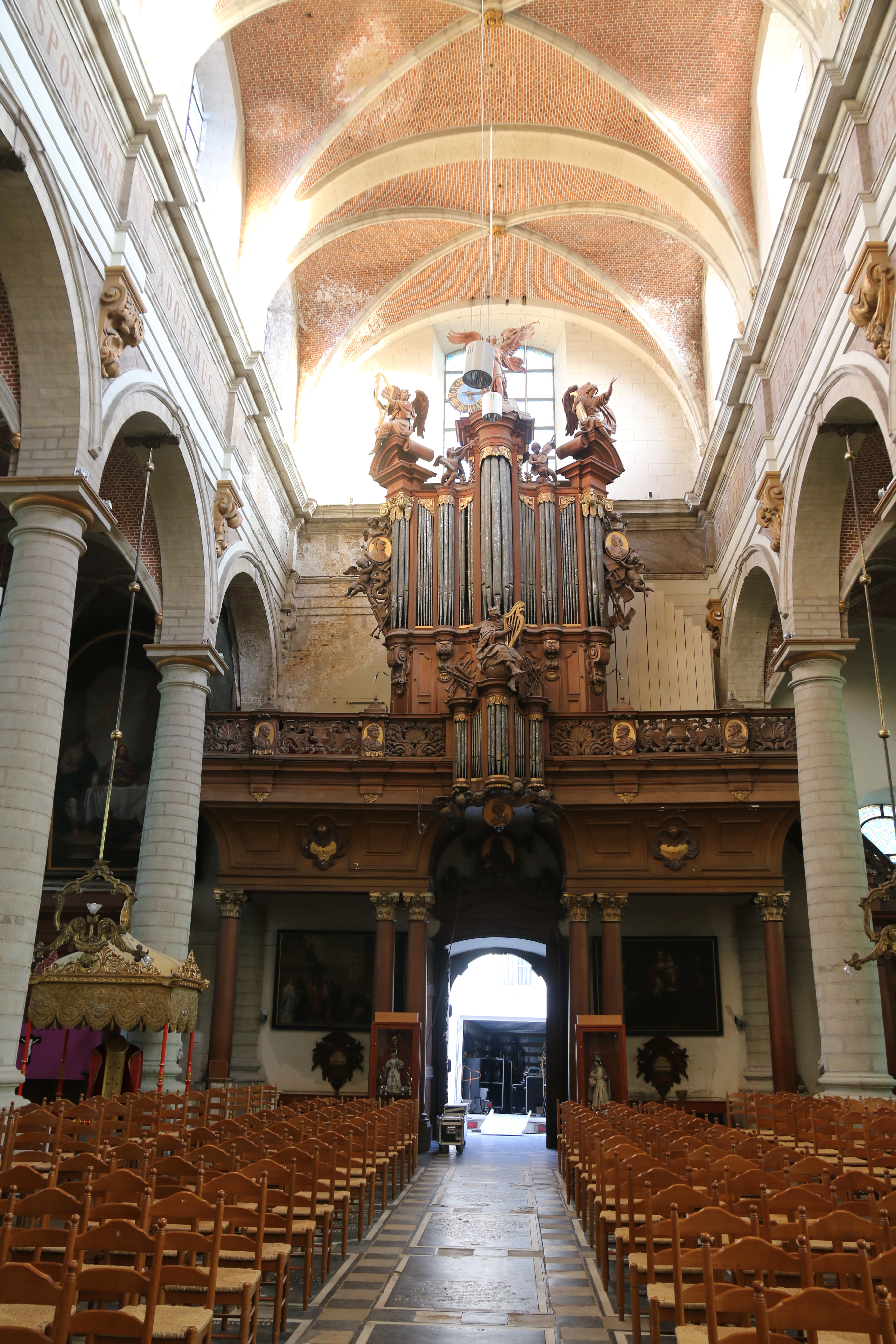
Blick nach Westen

Die St.-Margarethen-Kirche, auch Beginenhofkirche genannt, ist eine Kirche in der belgischen Stadt Lier in der Provinz Antwerpen. Sie ist Teil des Beginenhofs von Lier. Die Kirche gehört zum UNESCO-Weltkulturerbe.

## Architektur
Die dreischiffige St. Margarethenkirche ist Margareta von Antiochien gewidmet, der Schutzpatronin des Beginenhofs von Lier. Der Bau der Kirche begann 1664 und dauerte mehr als 100 Jahre, da die Beginen die Kirche selbst finanzierten. Diese lange Bauzeit ist an der Fassade sichtbar. Die Kirche hat eine Barockfassade aus dem 17. Jahrhundert, über der im 18. Jahrhundert Voluten und eine Laterne angebracht wurden. Das Innere ist barock, der Glockenturm gehört dem Rokoko an. Der erste Teil der Kirche wurde im Jahr 1671 eingeweiht. Kreuzwegstationen sind im gesamten Beginenhof verteilt, und das Altarbild Erscheinung der Jungfrau Maria ist ebenfalls in der Kirche zu finden.

## Ausstattung
Das Altarbild Erscheinung des gekreuzigten Christus vor der Heiligen Begga wurde von Jan Erasmus Quellinus gemalt. Zu den Schmiedearbeiten gehören das Uhrwerk, Kronleuchter und Kerzenständer nach einem Entwurf von J. Gerrits, ausgeführt von L. Van Boeckel.
Das Hauptstück ist ein barocker Hauptaltar (1711) aus schwarzem und weißem Marmor nach einem Entwurf von Pieter Scheemaeckers (1640–1714). Marmornebenaltäre stammen aus der zweiten Hälfte des 17. Jahrhunderts. Die Eichenholzkanzel, aus dem ersten Viertel des 18. Jahrhunderts ist mit vier Heiligenfiguren und den Symbolen der vier Evangelisten versehen, welche den achtseitigen Korb tragen, nach einem Entwurf von W.I. Kerrickx (1682–1745). Geschnitzte Eichenbeichtstühle stammen aus der zweiten Hälfte des 17. Jahrhunderts. Die Kommunionbank wurde 1895 nach einem Entwurf von J. Gerrits geschaffen.
Eines der auffälligsten Ausstattungsstücke im Inneren der Kirche ist die imposante Orgel, die auf einer fein verzierten Empore steht. Das Orgelgehäuse stammt von Martinus Donckaerts (Vertrag vom 7. August 1719), die eigentliche Orgel wurde 1723 von Jean-Baptiste Forceville gebaut. Das Hauptgehäuse hat eine typische Forceville-Breite, mit einer Unterteilung in nicht weniger als neun Flächen und Türme. Im Sockel des Gehäuses ist Platz für ein Positiv mit einer begrenzen Registerzahl. Während das große Hauptwerk direkt hinter der Balustrade platziert ist, ist der Positivprospekt in die Balustrade integriert. Auffällig sind die reichen Verzierungen und die zahlreichen Statuen auf dem Gehäuse: Auf dem zentralen Turm befindet sich auch ein Zifferblatt, dessen Mechanismus mit dem Uhrwerk über den Gewölben verbunden ist. Im Jahr 1797 wurde die Orgel abgebaut und in Sicherheit gebracht, um sie vor den Unruhen der Französischen Revolution zu schützen. Im Jahr 1802 wurde die Orgel in der Kirche von Van Overbeeck wieder aufgebaut und anschließend mehrere Jahre lang von Th. Smet gewartet. Ein großer Umbau wurde von der Firma Stevens-Vermeersch aus Duffel durchgeführt: 1900 wurden neue Windladen mit pneumatischer Traktur eingebaut und 1907 ein freistehender Spieltisch installiert. Die Positivwindlade wurde aus dem Gehäuseunterteil entfernt und ein Schwellkasten hinter das bestehende Orgelgehäuse gesetzt. All dies führte zu einer Beeinträchtigung und Schwächung des Klangs. Die Orgel ist seit mehreren Jahrzehnten unbespielbar: Der Kirchenvorstand wartet nun auf die Bewilligung des Restaurierungszuschusses, damit dieses wertvolle Instrument wieder erklingen kann. Die Orgel hat heute 18 Register auf zwei Manualen und Pedal.